# 6602型鱼雷艇
02型木质鱼雷快艇，是中国人民解放军海军在1953年引進的鱼雷快艇，原型为苏联的P6鱼雷快艇（又名「183型魚雷艇」）。
這個被稱為「六四協定」，蘇聯首先提供39艘原廠的P6魚雷艇，1955年2月首艇在苏联专家指导下，以及由蘇聯提供的圖紙和木材，在芜湖造船厂开工仿製，1955年12月完工，前24艘称6602型，由蘇聯提供的木材製造，从第25艘开始称02型，因為已經改用國產木材，由1955年至1959年，蕪湖廠總共建造了51艘02魚雷艇，廣州黃埔造船廠由1955年至1957年也建造了12艘。

## 設計簡介

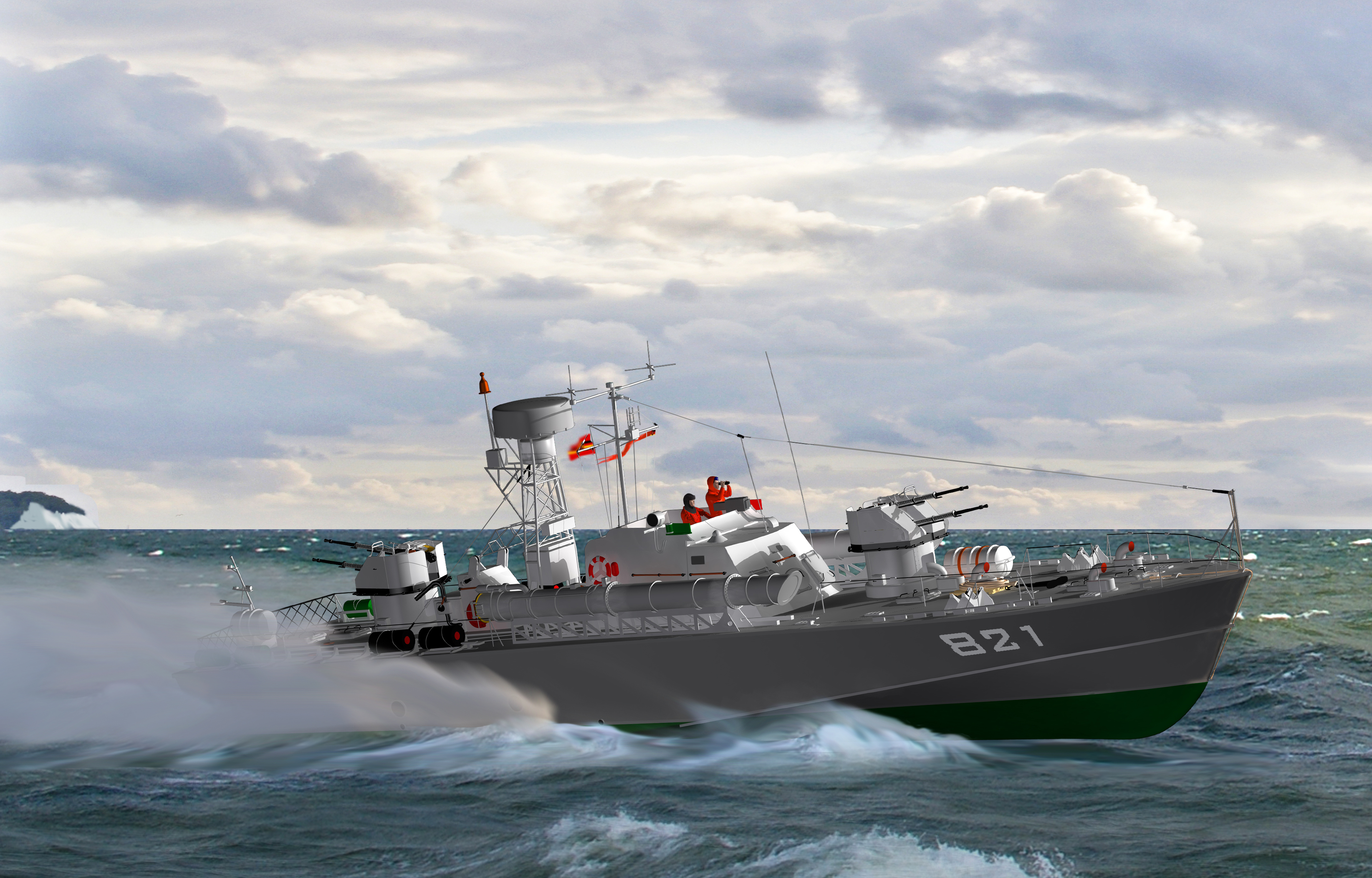
6602型鱼雷艇即是蘇聯的183型魚雷艇

6602型鱼雷艇/183型魚雷艇是123型魚雷艇的改良型，兩者外表很相似，但6602/183魚雷艇是木製艇身而123型是鋁合金艇身
1955年，在蘇聯專家的幫助之下，在蕪湖造船廠仿製出183型魚雷艇，這就是6602型魚雷艇，6602型仿制研制初期，蘇聯提供了全套產品設計圖紙、艇體半成品、器材設備，把雷達國產化成為512型雷達
折角肋骨的滑艦快艇型。3個艙室進水後不沉。2 個相連艙室進水時不沉。木質艇體不能碰撞，否則難以修理。

## 實戰
119號艇曾因為參與1965年的八六海戰而得到「英雄快艇」的稱號